# Premio Gerard Salton
El Premio Gerard Salton es un galardón internacional entregado por la Association for Computing Machinery (ACM)(SIGIR) Special Interest Group on Information Retrieval. Este premio se concede cada tres años a un investigador que haya realizado un hecho significativo en el campo de la Recuperación de información. Se otorgó por primera vez en 1983 al científico Gerard Salton, cuyo nombre posteriormente el premio adoptó.

## Premiados y discurso
- 1983 Gerard Salton. About the future of automatic information retrieval.
- 1988 Karen Spärck Jones. A look back and a look forward.
- 1991 Cyril Cleverdon. The significance of the Cranfield tests on index languages.
- 1994 William Cooper. The formalism of probability theory in information retrieval: a foundation or a encumbrance?.
- 1997 Tefko Saracevic. Users lost (summary) reflections on the past, future and limits of information science.
- 2000 Stephen Robertson. On theoretical argument in information retrieval.
- 2003 Bruce Croft. Information retrieval and computer science: an evolving relationship.
- 2006 Keith van Rijsbergen. Quantum haystacks.
- 2009 Susan Dumais. An interdisciplinary perspective on information retrieval.
- 2012 Norbert Fuhr. Information retrieval as Engineering Science.
- 2015 Nicholas Belkin. People, interacting with information.
- 2018 Kalervo Järvelin. Information interaction in context
- 2021 ChengXiang Zhai. Information Retrieval as Augmentation of Human Intelligence
- 2024 Ellen Voorhees. What Gets Measured Gets Done: A Journey of Language Tasks Evaluation